# 2016-os macedóniai parlamenti választások
Macedóniában előrehozott választásokat tartottak 2016. december 11-én. Eredetileg április 24-én, majd június 5-én tervezték megtartani a szavazást, de végül az év végére csúszott. December 15-én Tearcében és Gosztivarban megismételték a szavazást. Tearcéban nem változott az eredmény, és megint a kormányzó kereszténydemokrata VMRO-DPMNE szerzett kis többséget.
A VPRO-DPMNE megkísérelt kormánykoalíciót létrehozni a Demokratikus Unió az Integrációért (BDI) párttal, a legnagyobb macedóniai albán tömörüléssel, de a tárgyalásaik 2017 januárjának végén összeomlottak. Ezt követően a Macedón Szociáldemokrata Unió próbált koalíciót alakítani a BDI-vel, de február vége felé ezek a tárgyalások is megfeneklettek az albán nyelv használatát illető nézeteltéréseken.

## Háttér
A választásokat az Európai Unió segédletével tető alá hozott megegyezés részeként rendezték meg, aminek az volt a célja, hogy véget vessenek a 2016 januárig Nikola Gruevszki vezette kormány elleni tüntetéssorozatnak. A tüntetéseket egy lehallgatási botrány váltotta ki, amelybe magasrangú politikusok és biztonsági tisztviselők is belekeveredtek. 2015. február 20-án átmeneti kormány alakult a két fő párt, a VMRO-DPMNE és a Szociáldemokrata Unió részvételével. Különleges ügyészt neveztek ki, hogy ő vizsgálja Gruevszki és egyes miniszterek ügyeit. A 2015 nyarán elért, de később csaknem kisiklott pržinói megállapodás értelmében Gruevszkinek a választások előtt 120 nappal kellett lemondania. Ezt 2016. január 14-én meg is tette, de a választásokra a tervezettnél jóval később került sor.

## Választási rendszer
A macedón országgyűlés 123 tagjából 120-at zárt listás, arányos rendszerű szavazásban hat 20-mandátumos körzetben választják, a helyek elosztásánál a D’Hondt-módszert használva. A maradék hármat egytagú kerületekben választják egyszerű többségi szavazással a külföldön élő macedónok: egy mandátum Európát, egy Afrikát és egy Amerikát képviseli. Ezeket azonban csak a részvételi küszöb elérése esetében osztják ki. Adott esetben nem érte el a részvétel a küszöböt.

## Az eredmények
| Párt                                   | Szavazatszám | %     | Mandátumszám | +/– |
| -------------------------------------- | ------------ | ----- | ------------ | --- |
| VMRO-DPMNE koalíció                    | 454 577      | 39,39 | 51           | −10 |
| Macedón Szociáldemokrata Unió koalíció | 436 981      | 37,87 | 49           | +15 |
| Democratikus Unió az Integráciáért     | 86 796       | 7,52  | 10           | −9  |
| Besa Mozgalom                          | 57 868       | 5,01  | 5            | Új  |
| Albán szövetség                        | 35 121       | 3,04  | 3            | Új  |
| Albánok Demokratikus Pártja            | 30 964       | 2,68  | 2            | −5  |
| "VMRO Macedóniáért" koalíció           | 24 524       | 2,13  | 0            | Új  |
| A Baloldal                             | 12 120       | 1,05  | 0            | Új  |
| "CCJ–Harmadik Blokk" koalíció          | 10 028       | 0,87  | 0            | Új  |
| Liberális Párt                         | 3840         | 0,33  | 0            | 0   |
| Párt a Demokratikus Prosperitásért     | 1143         | 0,10  | 0            | 0   |
| Érvénytelen/üres szavazólap            | 37 870       | –     | –            | –   |
| Összes szavazat                        | 1 191 832    | 100   | 120          | −3  |
| Regisztrált szavazók/részvételi arány  | 1 784 416    | 66,79 | –            | –   |
| Forrás: SEC                            |              |       |              |     |

## Fordítás
- Ez a szócikk részben vagy egészben  a   Macedonian parliamentary election, 2016 című angol Wikipédia-szócikk ezen változatának fordításán alapul.  Az eredeti cikk szerkesztőit annak laptörténete sorolja fel. Ez a jelzés csupán a megfogalmazás eredetét és a szerzői jogokat jelzi, nem szolgál a cikkben szereplő információk forrásmegjelöléseként.